# Phaeochroops meghalayicus
Phaeochroops meghalayicus är en skalbaggsart som beskrevs av Keith 2001. Phaeochroops meghalayicus ingår i släktet Phaeochroops och familjen Hybosoridae. Inga underarter finns listade i Catalogue of Life.